# Rittana
Rittana település Olaszországban, Piemont régióban, Cuneo megyében. Lakosainak száma 105 fő (2023. január 1.). Rittana Bernezzo, Gaiola, Monterosso Grana, Roccasparvera, Valgrana és Valloriate községekkel határos.

## Népesség
A település lakossága az elmúlt években az alábbi módon változott:
| Lakosok száma | 109  | 105  | 105  |
|               | 2017 | 2018 | 2023 |